# Ognjanović
Ognjanović je priimek v Sloveniji in tujini. Po podatkih Statističnega urada Republike Slovenije je na dan 1. januarja 2010 v Slovenjiji uporabljalo ta priimek 31 oseb.  

## Znani slovenski nosilci priimka
- Dragiša Ognjanović (1925—2010), slovenski operni in koncertni pevec srbskega rodu
- Tatjana Ognjanović (*1963), pianistka in pedagoginja

## Znani tuji nosilci priimka
- Ilija Ognjanović (1845—1900), srbski zdravnik